# Mestre Valentim
Valentim da Fonseca e Silva, mais conhecido como Mestre Valentim (Serro, Minas Gerais, 13 de fevereiro de 1745 — Rio de Janeiro, 1 de março de 1813), foi um dos principais  artistas do Brasil colonial, tendo atuado como escultor, entalhador e urbanista no Rio de Janeiro. 

## Infância e formação
Mestre Valentim nasceu na freguesia de Santo Antônio do Arraial de Gouvêa, limite da comarca de Serro do Frio nas Minas Gerais, no dia 13 de fevereiro de 1744, sendo derramados por um padre os santos óleos no inocente Valentim no dia 8 de março. Como lhe foi dado o nome de São Valentim que a Igreja celebra no dia 13 de fevereiro, aquela criança deve ter nascido neste dia, conforme a tradição na época de as crianças levarem o nome de seu santo padroeiro.
Filho do português contratador de diamantes, Manoel da Fonseca e Silva, e da escrava alforriada de Antônio Pacheco, Joana (africana da nação Sabaru), foi levado em companhia dos pais a Portugal, no ano de 1748, onde se dedicou à arte em que devia ser em sua pátria o mais fiel e inspirado intérprete. Havendo falecido o pai, regressou para o Brasil com sua mãe, antes de ter concluído os estudos artísticos a que se consagrara.

## Na capital do Brasil Colônia

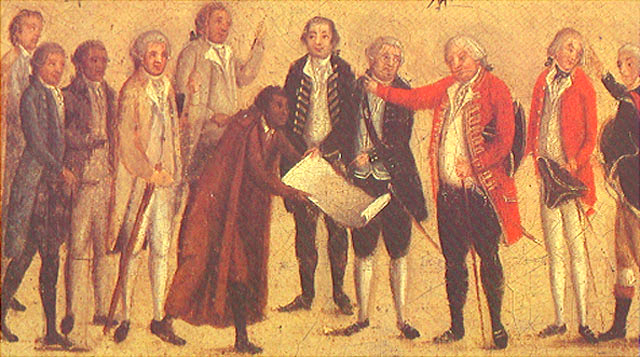
Mestre Valentim entrega o projeto do Recolhimento da Nossa Senhora do Parto a D. Luís de Vasconcelos e Sousa (João Francisco Muzzi, 1789, detalhe).

Pobre, tendo de tirar do trabalho o sustento quotidiano para si e sua mãe, entregou-se Valentim, com toda a valentia de seu talento e a energia da mocidade, ao estudo da escultura e obra de talha. Estudou muito, esforçou-se, quebrou o leito do cansaço, fez de sua casa a oficina do artista, e desse modo tornou-se mestre
Seguira no Rio de Janeiro no estudo da arte torêutica ao artista que ornamentou o interior da Igreja da Ordem Terceira do Carmo, mas em pouco tempo era o discípulo mais do que o mestre e mais perfeitos e lindos os seus trabalhos. Na capital do Brasil Colônia, foi auxiliar, a partir de 1780, do entalhador Luiz da Fonseca Rosa, decorando a Igreja da Ordem Terceira do Carmo até 1800.
Dom Luiz de Vasconcelos e Souza, então vice-rei do Brasil, observando o tamanho talento artístico do moço, o chamou para trabalhar consigo. Uma das obras se destaca o chafariz das marrecas, o passeio público do Rio de Janeiro e o chafariz da pirâmide na atual praça XV de novembro.

## Vida pessoal

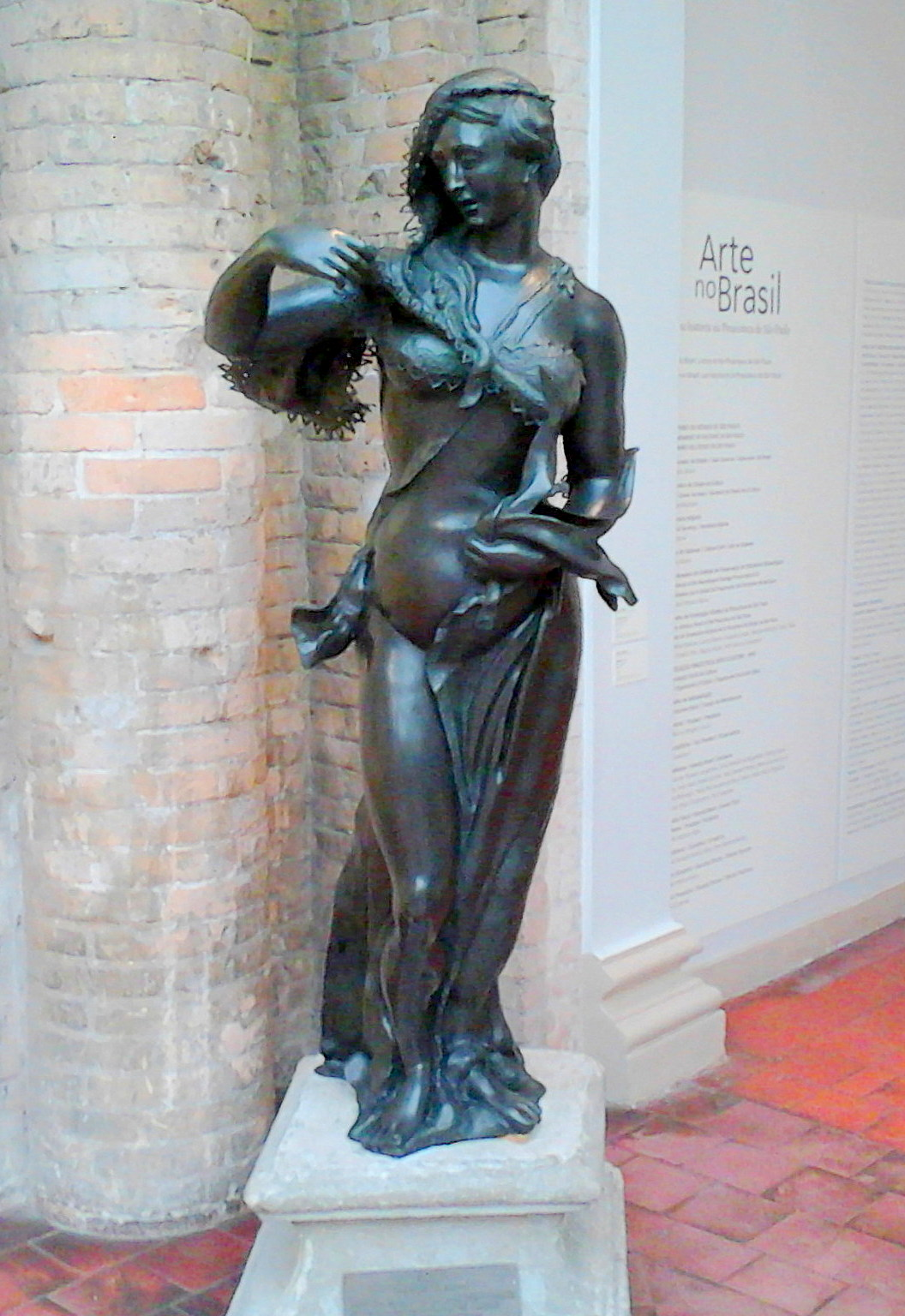
Estátua da ninfa Eco.

Possuía apenas uma casa térrea na rua do Senhor Bom Jesus ou do Sabão n°39 - que mais tarde passou a se chamar General Câmara, sendo arrasada e incorporada à atual Presidente Vargas - em que residia e tinha a sua oficina. Para adquiri-la pediu 400$000 réis emprestados a juros a Antônio Gonçalves de Oliveira, em 9 de maio de 1778. Era uma casa térrea, velha e pequena, com três portas na frente; sem forro nem assoalho, isto é, o piso da casa de terra batida.
Além desse imóvel deixou instrumentos de trabalho, já velhos, móveis de casa, imagens, retalhos de madeira; um par de fivelas de sapato, de ouro, única joia; um escravo da nação mina, já velho e doente que alforriou gratuitamente, com sessenta anos, de nome Antônio, descrito pelo avaliador como sujeito "que serra e aplaina algumas tábuas para obras de marceneiros e que padece fluxão asmática pelas conjunções da lua e que o seu Senhor o deixou no seu testamento forro". Deixou alguns livros, medalhas de gesso e 18 estampas. Em conjunto, seus bens alcançaram a avaliação de 1.723$240 réis. Ficaram dívidas no valor de 582$332 réis, correspondente a 34% de seu patrimônio.
Valentim era muito religioso; todos os domingos mandava celebrar uma missa à Nossa Senhora da Piedade na Igreja do Bom Jesus, e armava na frente de sua casa um dos painéis para via-sacra. Consagrava à sua mãe profundo respeito e amor, e refiram-nos um fato que patenteia a sua obediência filial: era Valentim apaixonado do belo sexo, e por não lhe haver dado a natureza beleza e elegância no físico, custavam-lhe seus amores, extravagantes e repetidos, muito dinheiro, pelo que mais de uma vez queixara-se de falta de meios, e, apesar do que lhe fazia o vice-rei Vasconcelos, murmurava o artista que seu protetor era mais pródigo de palavras que de ouro.

## Morte
Achando-se em estado grave de moléstia mandou o Mestre Valentim chamar o seu confessor, um frade franciscano, que, depois de ouvi-lo, o absolveu; e corridos alguns instantes adormeceu o artista sob as asas negras da morte. Quis a ordem de São Francisco de Paula sepultar em sua Igreja o cadáver do distinto artista, mas ou por determinação testamentária ou por pedido de algum parente teve jazigo na Igreja de Nossa Senhora do Rosário e São Benedito na rua Uruguaiana.
Valentim pereceu paupérrimo, nada encontrou-se em sua casa; serviam-lhe de cama duas tábuas sobre dois cavaletes. Nos livros de óbitos da freguesia da Sé, outrora estabelecida naquela Igreja, apresenta-se o seguinte texto: "Faleceu em 1 de março de 1813 com os sacramentos o morador da rua do Sabão, Valentim..."
Poucos dias antes de falecer dissera o Mestre Valentim a um dos seus discípulos: "Não temo a morte, mas prezo tanto à minha arte que ainda depois de morto desejava erguer do túmulo o braço para executar os desenhos que me pedissem".
Encontra-se no acervo do Arquivo Nacional do Rio de Janeiro o inventário post-mortem de Valentim da Fonseca e Silva, o conhecido Mestre Valentim. No referido documento, feito cinco dias antes de falecer, em 24 de fevereiro de 1813, Valentim declarou, entre outras coisas, que tivera uma filha natural com Josefa Maria da Conceição, moça solteira que "não tinha impedimento de casar". Apesar disso, preferiu continuar solteiro e desimpedido. A filha do casal, Joana Maria, não foi criada pela mãe e nem por Valentim, mas por Teodora Maria dos Santos, a respeito de quem o testamento não acrescenta mais nenhuma informação.

## Busto e homenagem

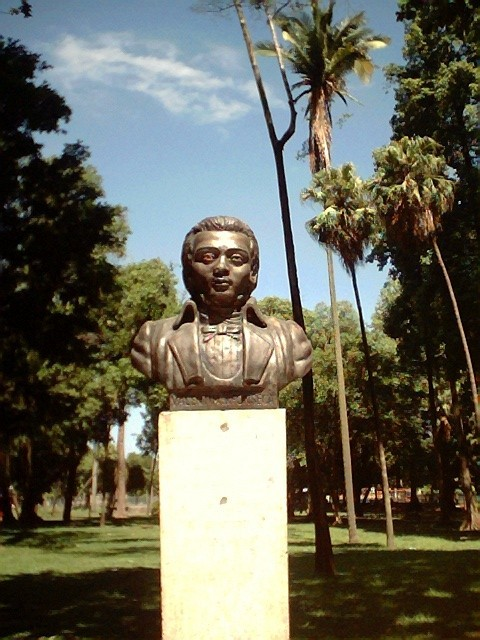
Passeio Público do Rio de Janeiro: busto de Mestre Valentim.

A ideia de dar ao Passeio Público um busto de seu criador surgiu em 1899, quando Araújo Vianna, professor de História da Arquitetura da Escola de Belas Artes, escreveu um artigo no Jornal A Notícia , ressaltando a necessidade de se homenagear o maior artista colonial do Rio de Janeiro. O artigo foi ilustrado por um desenho que retratava Valentim, executado por Lucílio de Albuquerque a partir da tela "Reconstrução do Recolhimento do Parto", na versão de Leandro Joaquim. Segundo Araújo Viana, era uma "gratidão deixar viver no olvido a memória de um artista, que foi uma legítima glória".
Só em 1912, o projeto do busto de Valentim sairia do papel, por iniciativa de Júlio Furtado, então inspetor de Matas e Jardins do Distrito Federal, à época: Rio de Janeiro. A ideia de Furtado era inaugurar o monumento no dia do centenário da morte do artista, a 1° de março de 1913. O busto foi executado por Joaquim Rodrigues Moreira Júnior, professor da Escola Normal de Artes e Ofícios e da Escola Técnica Nacional. Moreira Júnior fora aluno de Rodolfo Bernardelli e João Zeferino da Costa, e para executar a peça inspirou-se no desenho do artista feito por Lucílio de Albuquerque.
No dia da inauguração do monumento, 1 de março de 1913, o Passeio Público foi inteiramente ornamentado com bandeiras e galhardetes. Várias autoridades e personalidades e personalidades ilustres compareceram à cerimônia, como o escultor Rodolfo Bernardelli, o pintor Eliseu Visconti, o inspetor Júlio Furtado, além de nomes das artes e letras, como Araújo Vianna, Marquês Júnior, Oscar Lopes e Leal de Sousa.
O poeta Goulart de Andrade foi o orador da solenidade. A banda do Corpo de Bombeiros executou a protofonia de O Guarani de Carlos Gomes, enquanto senhoras atiravam pétalas de rosas no monumento. Em seu discurso, Goulart de Andrade salientou que Valentim foi "um consciente fator de emancipação política de seu país, porque trouxe para a vida, congênita no sangue, a surda revolta dos subjugados". Segundo o Jornal do Comércio, um homem negro tomou a palavra e agradeceu às autoridades presentes pela iniciativa de homenagear Mestre Valentim.
Terminada a cerimônia, o grupo dirigiu-se para a Igreja de Nossa Senhora do Rosário e São Benedito na rua Uruguaiana, para a inauguração da lápide do túmulo de Valentim. Durante todo o dia, dezenas de pessoas visitaram o Passeio e o busto. Os demais lugares da cidade onde existiam trabalhos de Valentim foram sinalizados por fitas verdes e amarelas com grandes laços.
Ao entrar na Igreja do Rosário, o visitante pode perceber, na parede, ao lado direito, próximo à porta, uma lápide de bronze em homenagem ao escultor Mestre Valentim, que era membro da Irmandade do Rosário e ali foi enterrado. A lápide foi colocada no túmulo de Valentim em 1913, na gestão do prefeito Bento Ribeiro. A placa de bronze foi executada por Adalberto Mattos e foi inaugurada no dia do centenário de Valentim (1° de março de 1913), depois da cerimônia de inauguração do busto do artista no Passeio Público.
A placa traz a efígie do artista num medalhão e os dizeres:
"Nesta Egreja a 1° de Março de 1813 foi sepultado Valentim da Fonseca e Silva, o Mestre da Arte Colonial no Rio de Janeiro. Homenagem prestada no dia 1° de Março de 1913, em que a Municipalidade, sendo Prefeito o Exmo. Sr. Gen. Bento Ribeiro Monteiro, inaugurou no Passeio Público a herma com o busto do grande artista como preito aos seus serviços e comemorando o Centenário de sua morte".

## Principais obras

### Urbanismo

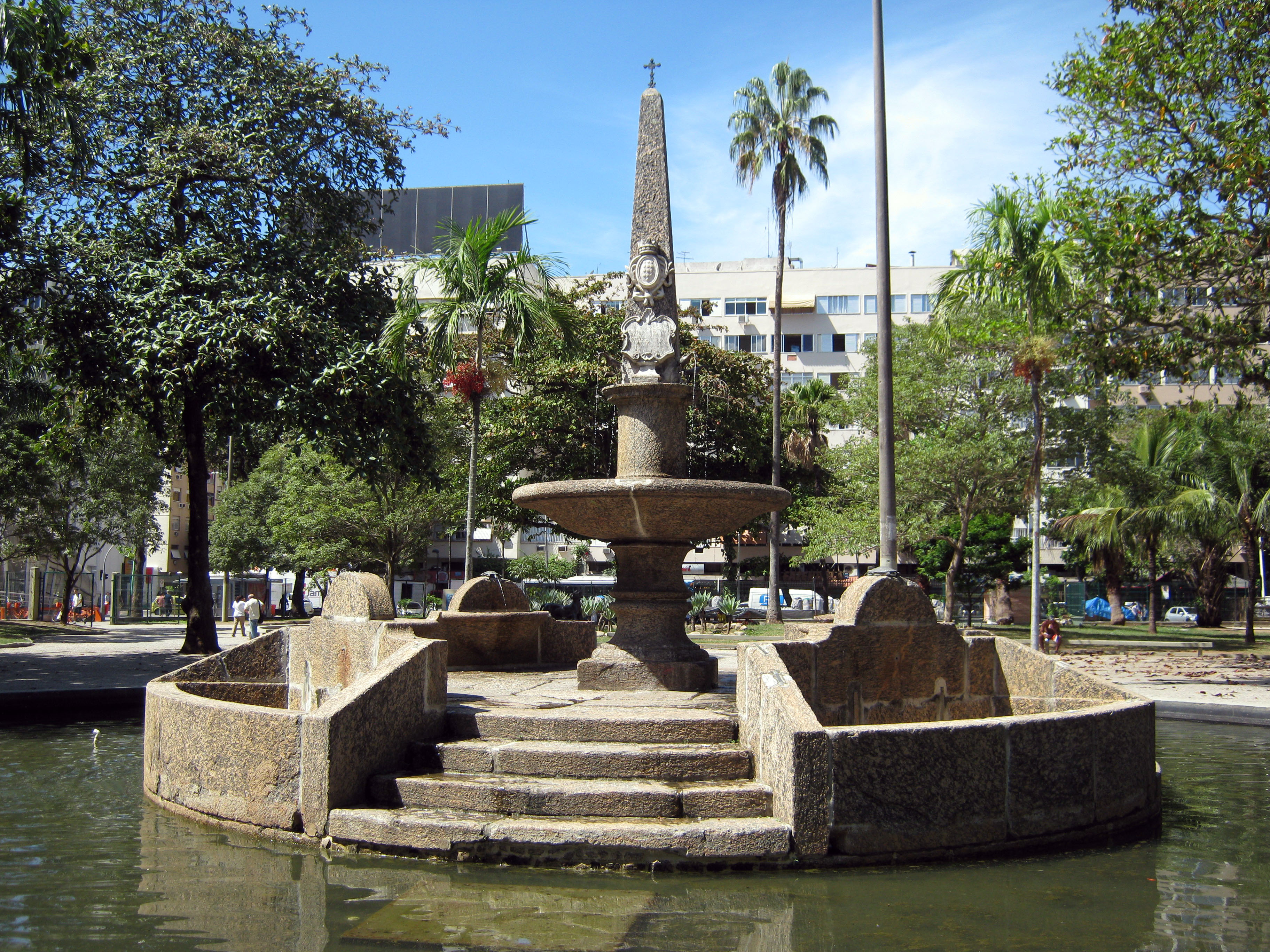
Chafariz das Saracuras na Praça General Osório.

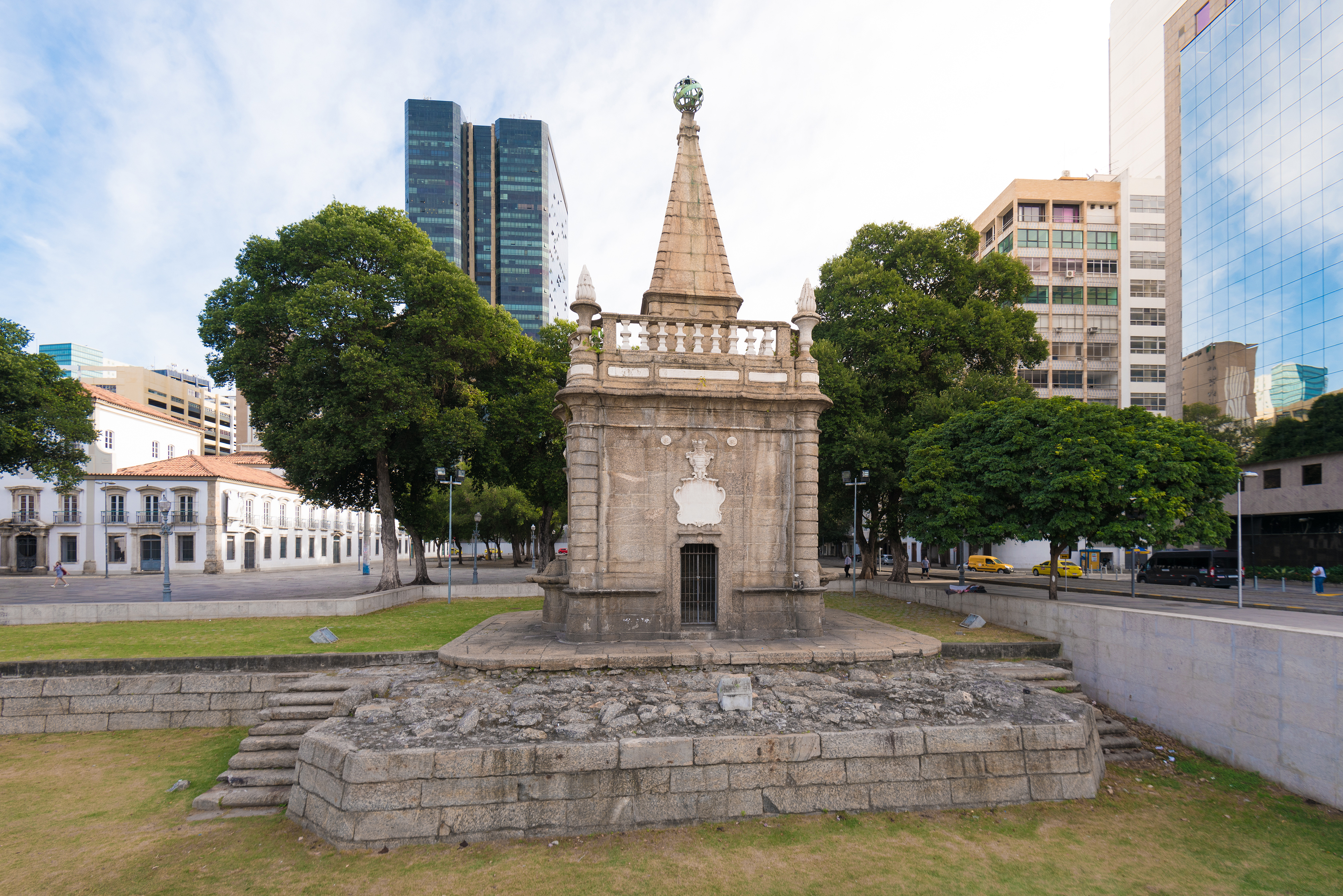
Chafariz do Carmo, na Praça XV.

- Chafariz das Saracuras: realizado em 1795 para decorar o antigo Convento da Ajuda, com a demolição do edifício em 1911, a obra foi removida para outros locais. Atualmente encontra-se na Praça General Osório, em Ipanema, no Rio de Janeiro. Trata-se de um obelisco sobre uma bacia de granito com quatro saracuras de bronze de onde jorrava água, hoje parcialmente descaracterizado.

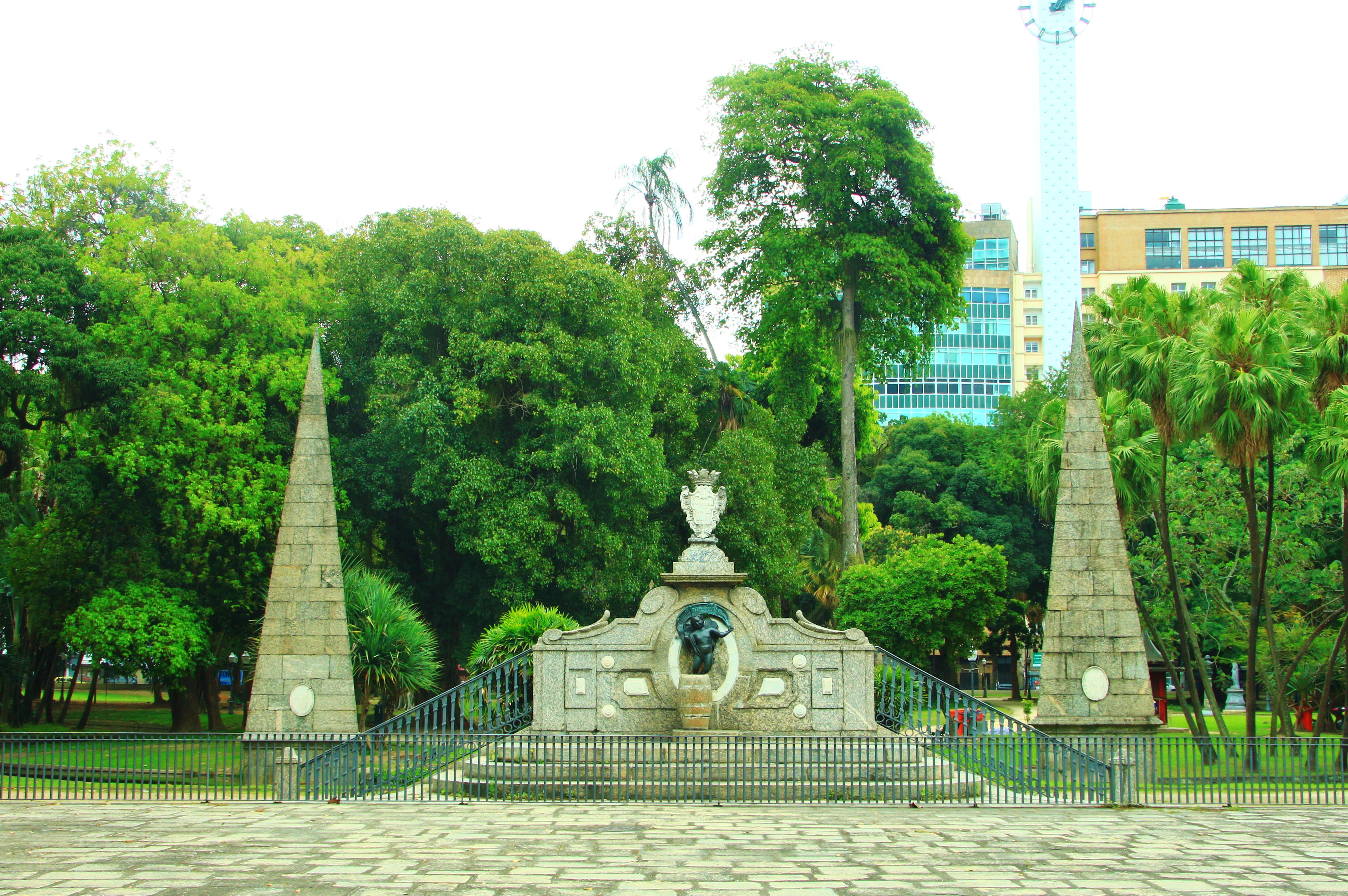
Chafariz do Carmo: popularmente conhecido como Chafariz de Mestre Valentim ou Chafariz da Pirâmide, localiza-se no antigo Largo do Carmo, atual Praça XV, no centro histórico da cidade do Rio de Janeiro. Antes dos aterros, encontrava-se junto à escadaria de atracação dos barcos. A necessidade de abastecimento de água, segundo o Dicionário de Curiosidades do Rio de Janeiro, levou a Coroa Portuguesa a dar licença para construção desse chafariz bem ao lado de um outro, o Chafariz da Junta de Comércio. A obra iniciou-se em 1779, a mando do Vice-Rei D. Luís de Vasconcelos e Sousa (1779–1790), com risco do brigadeiro Jacques Funck. De seu primitivo local, o novo chafariz foi transferido para a beira-mar e Mestre Valentim chamado para executar a obra, inteiramente reformada, dada a fragilidade do material. Tem a forma de uma torre, encimada por uma pequena pirâmide em granito, com detalhes (placas comemorativas, pináculos em forma de fogaréus) em pedra de lioz portuguesa. Mestre Valentim acrescentou apenas o brasão do Vice-Rei, em mármore branco, e duas outras peças em homenagem à Rainha D. Maria I. A obra estava concluída em 1789.
- Recolhimento de Nossa Senhora do Parto: após o incêndio em 1789, Mestre Valentim projetou a reconstrução do edifício, já demolido.
- Igreja de Nossa Senhora da Conceição e Boa Morte: projetou em 1784 a fachada e o portal da igreja.
- Passeio Público: entre 1779 e 1783, D. Luís de Vasconcelos e Sousa incumbiu Mestre Valentim de construir um parque para a cidade, seguindo o exemplo do Passeio Público de Lisboa e dos jardins do Palácio Real de Queluz. O desenho original do parque foi muito alterado em uma reforma romântica feita pelo paisagista francês Auguste François Marie Glaziou por volta de 1864.
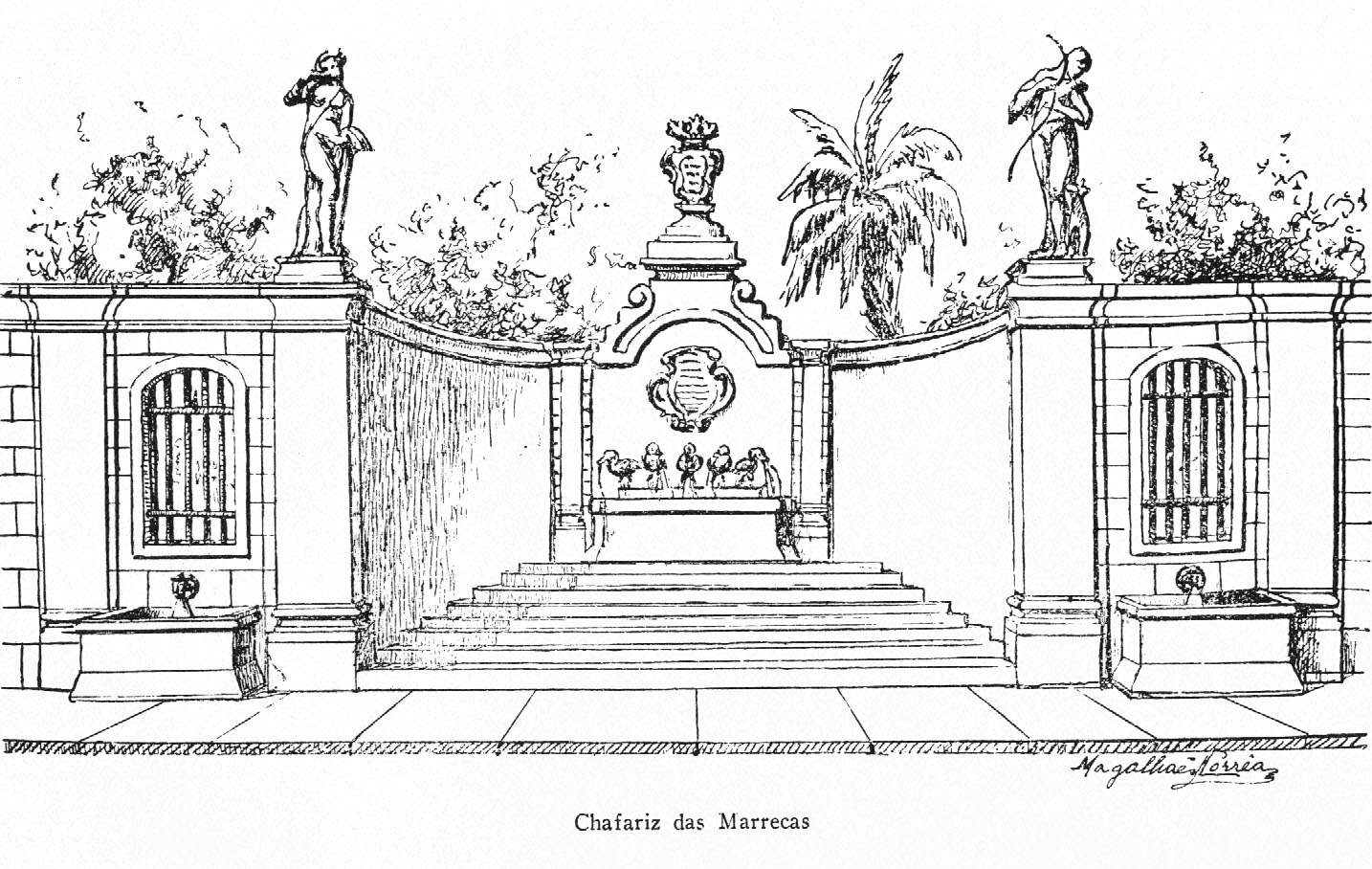
Chafariz das Marrecas: inaugurado no Passeio Público em 1789, constituía-se de um arco de pedras que tinha como destaque, ao centro, um conjunto de marrecas (patos) fundidas em bronze e, nas laterais, suportes sobre as quais colocou duas figuras mitológicas: a Ninfa Eco (ferro, 1783) e o Caçador Narciso (ferro, 1785). A importância de ambas reside em que foram as primeiras estátuas fundidas no Brasil, ambas feitas na Casa de Trem no Rio de Janeiro. A Ninfa Eco, de seu pedestal, contemplava o Caçador Narciso, absorto em contemplar a própria imagem refletida no espelho d´água.  - Obeliscos e Chafariz do Menino de 1783, no Passeio Público.
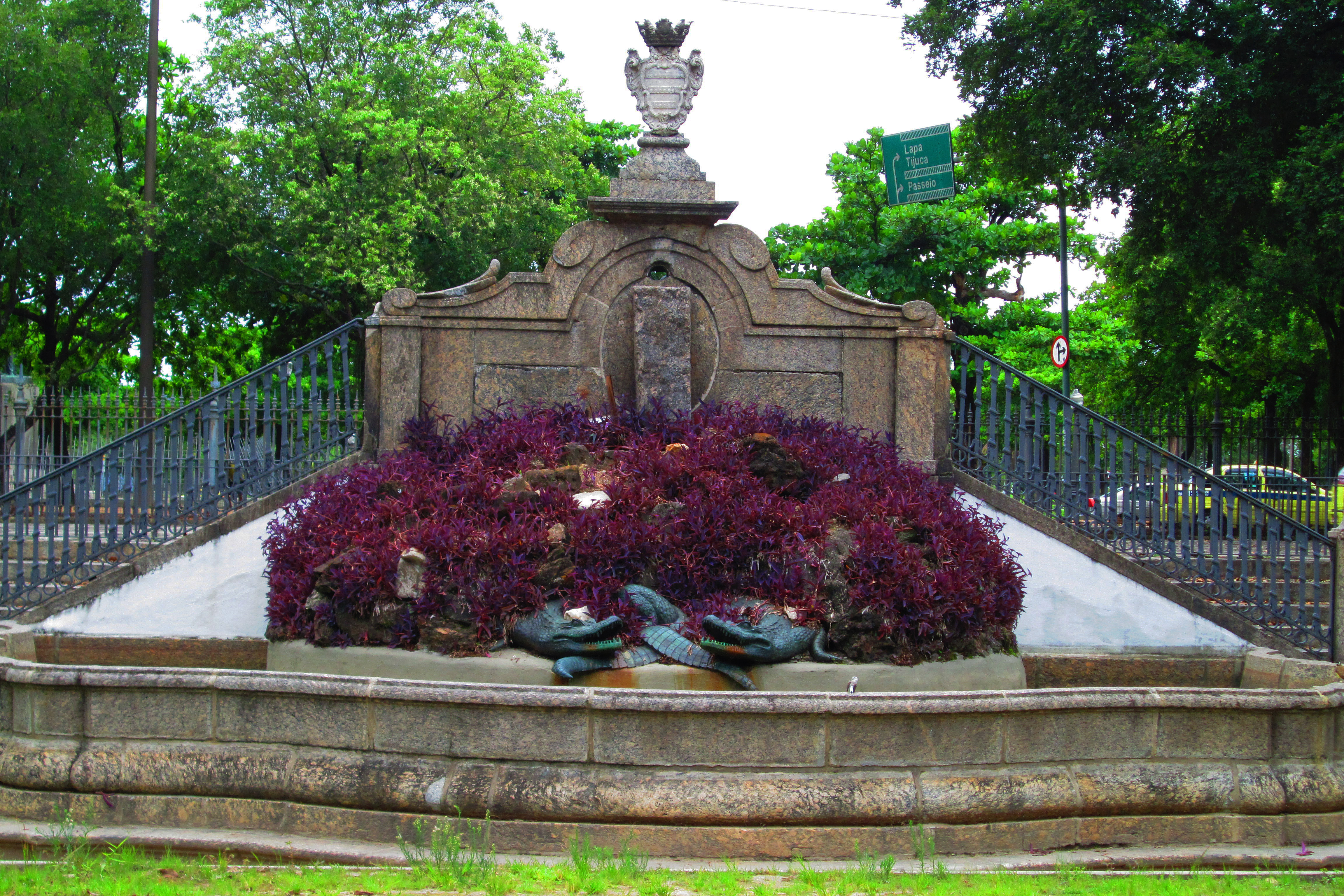
Chafariz dos Jacarés (Fonte dos Amores), no Passeio Público.
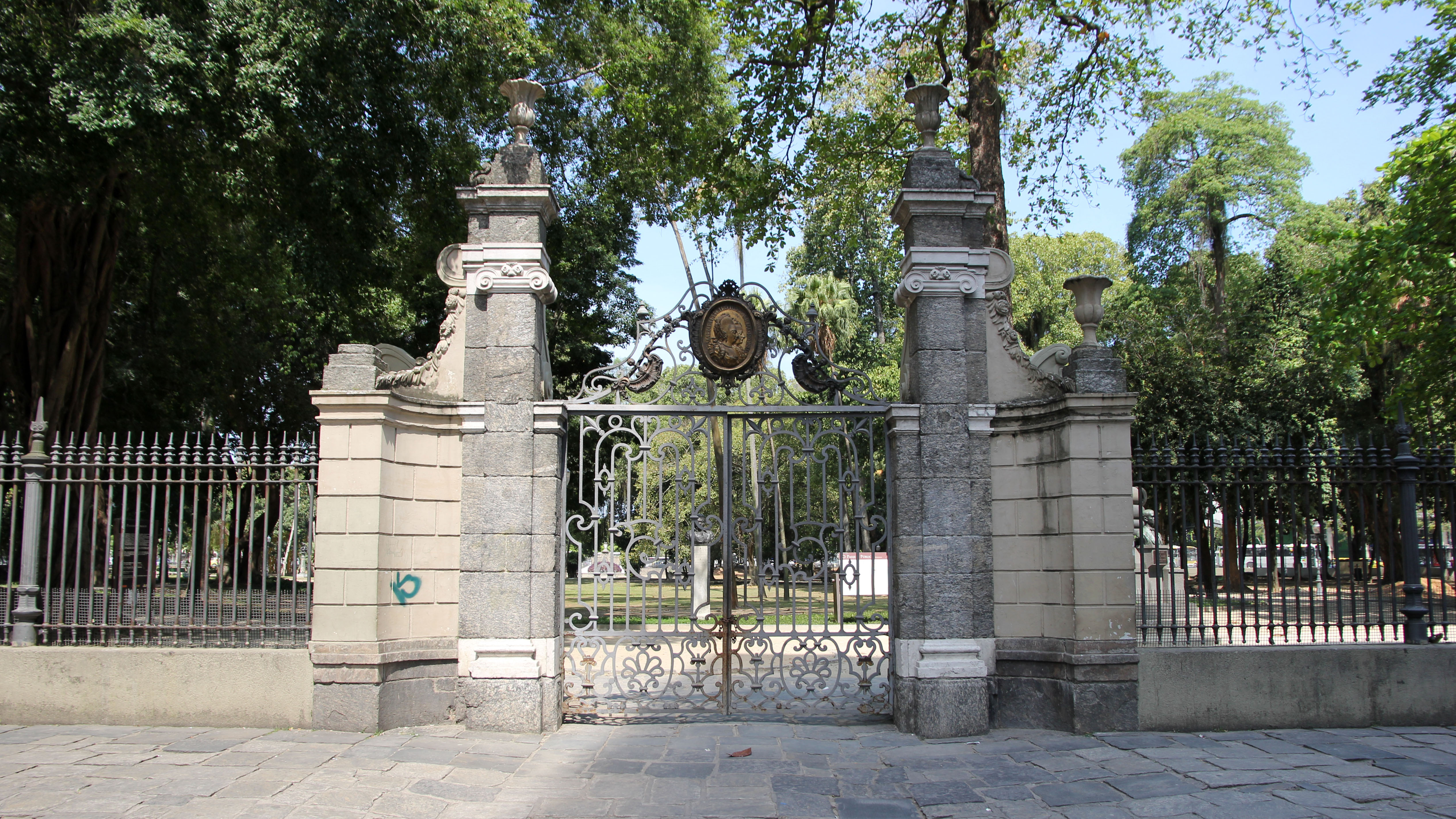
O portão principal do Passeio Público, com a efígie de D. Maria I e D. Pedro III, reis de Portugal.
  - Chafariz das Marrecas, com as estátuas Eco e Narciso no topo.
  - Chafariz dos Jacarés (Fonte dos Amores), no Passeio Público.
  - O portão principal do Passeio Público, com a efígie de D. Maria I e D. Pedro III, reis de Portugal.

- Chafariz do Lagarto: foi construído em 1786, com o intuito de abastecer a população da região de Catumbi.

### Talha e escultura
- Igreja da Ordem Terceira do Carmo: trabalhou nessa igreja entre 1772 e 1880, inicialmente em colaboração com José da Fonseca Rosa. Esculpiu elementos de talha da Capela-mor e a Capela do Noviciado dessa igreja, além de vários outros altares.
- Mosteiro de São Bento: executou lampadários de prata para a igreja do Mosteiro entre 1781 e 1783.
- Igreja de Santa Cruz dos Militares: Entre 1802 e 1812 executou a talha do altar-mor e vários altares laterais da igreja, depois danificados por um incêndio. Também esculpiu duas estátuas de madeira de São João e São Mateus para os nichos da fachada, atualmente no Museu Histórico Nacional.
- Igreja da Ordem Terceira de São Francisco de Paula: esculpiu vários altares, inclusive o altar-mor da igreja, entre 1801 e sua morte, em 1813. Os altares foram depois alterados pelo escultor Antônio de Pádua de Castro, que completou a talha da igreja.

### Fundição
- Ninfa Eco (ferro, 1783)
- Caçador Narciso (ferro, 1785)

## Galeria

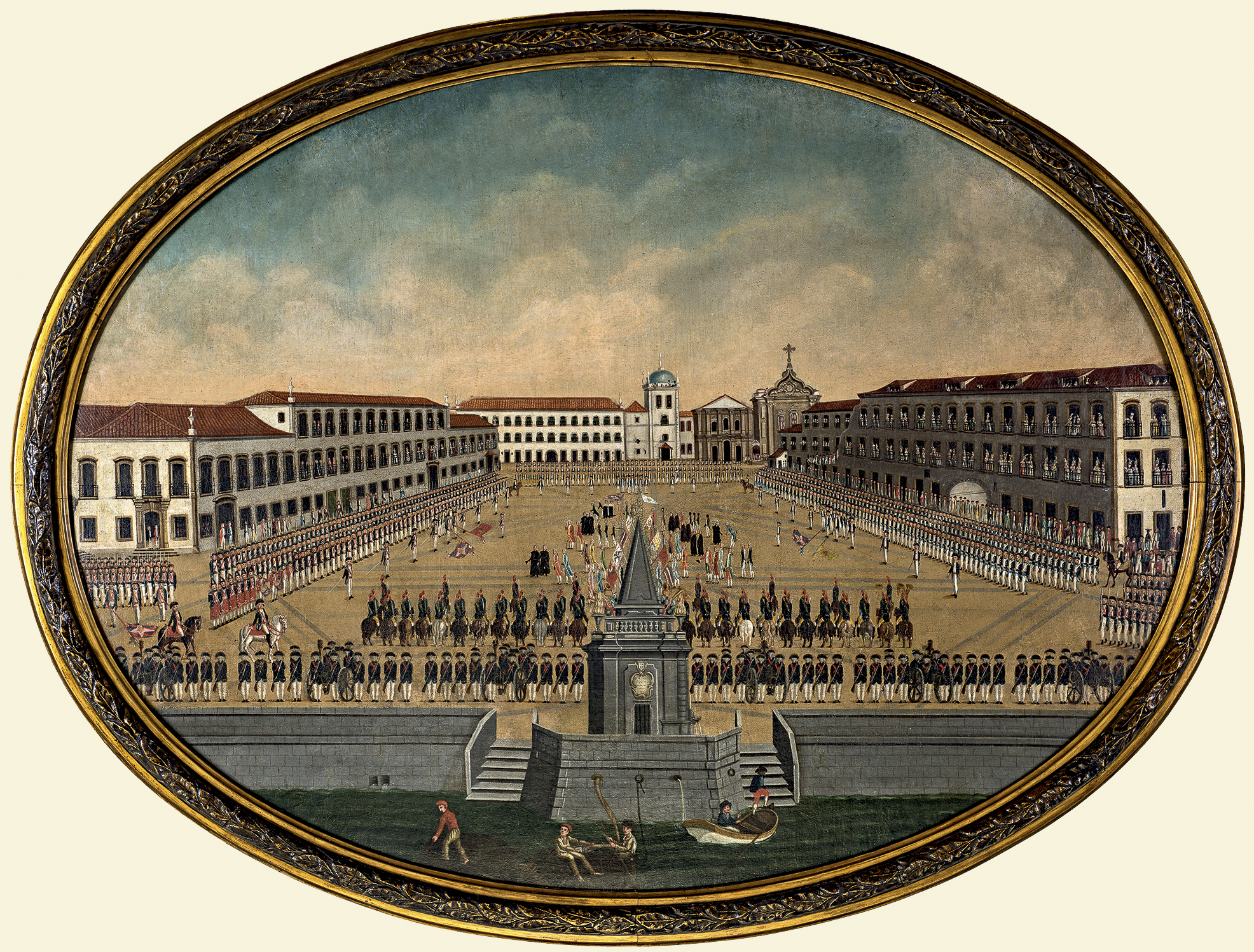
Revista militar no Largo do Paço, atual Praça XV, no centro o Chafariz do Carmo, do Mestre Valentim. Pintura de Leandro Joaquim, c. 1790.
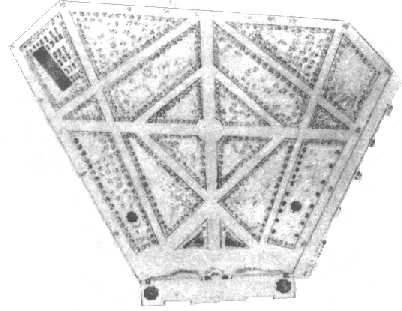
Plano do Passeio Público (1862).
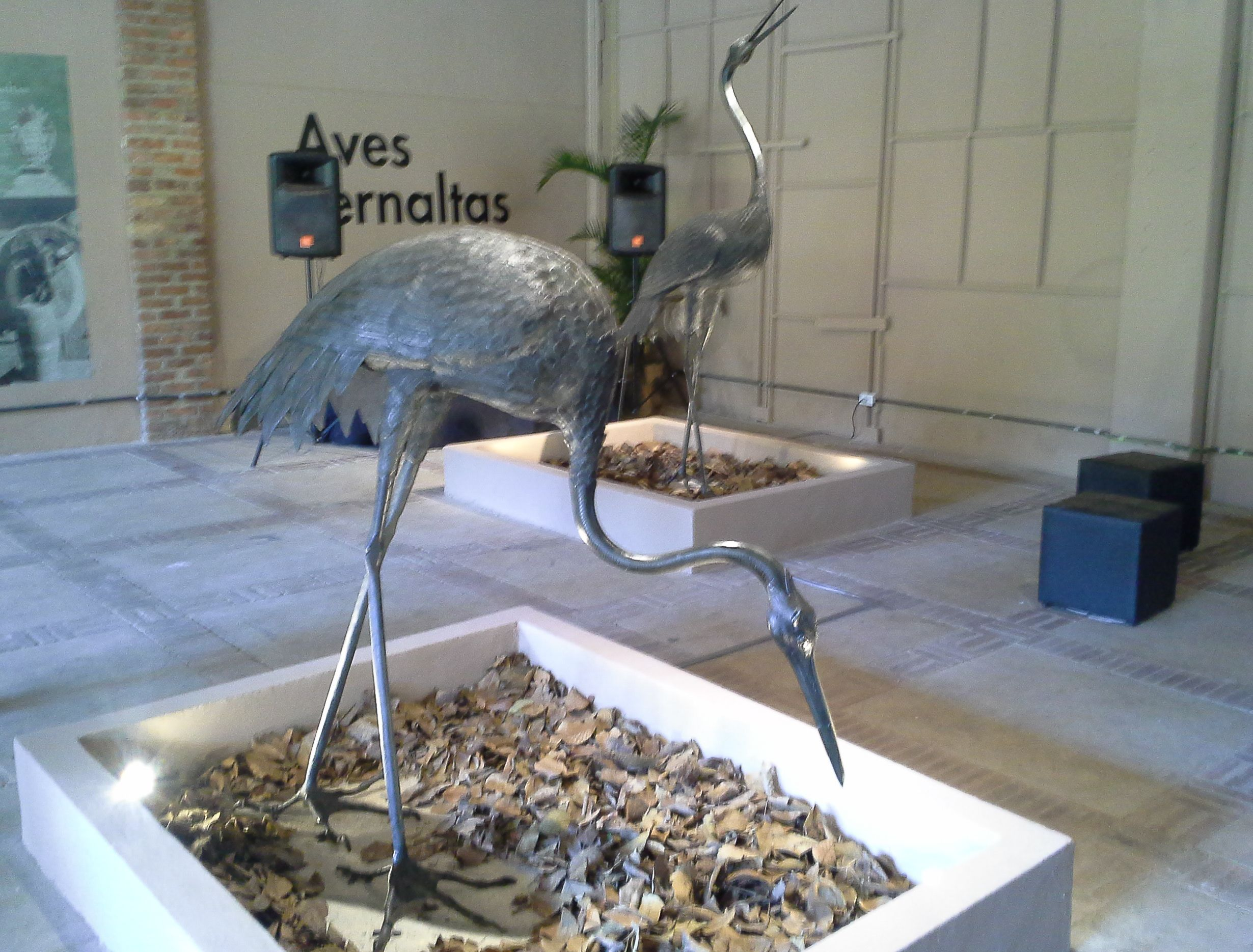
Esculturas fundidas de Aves Pernaltas, que faziam parte do Passeio Público, hoje no Jardim Botânico do Rio de Janeiro.
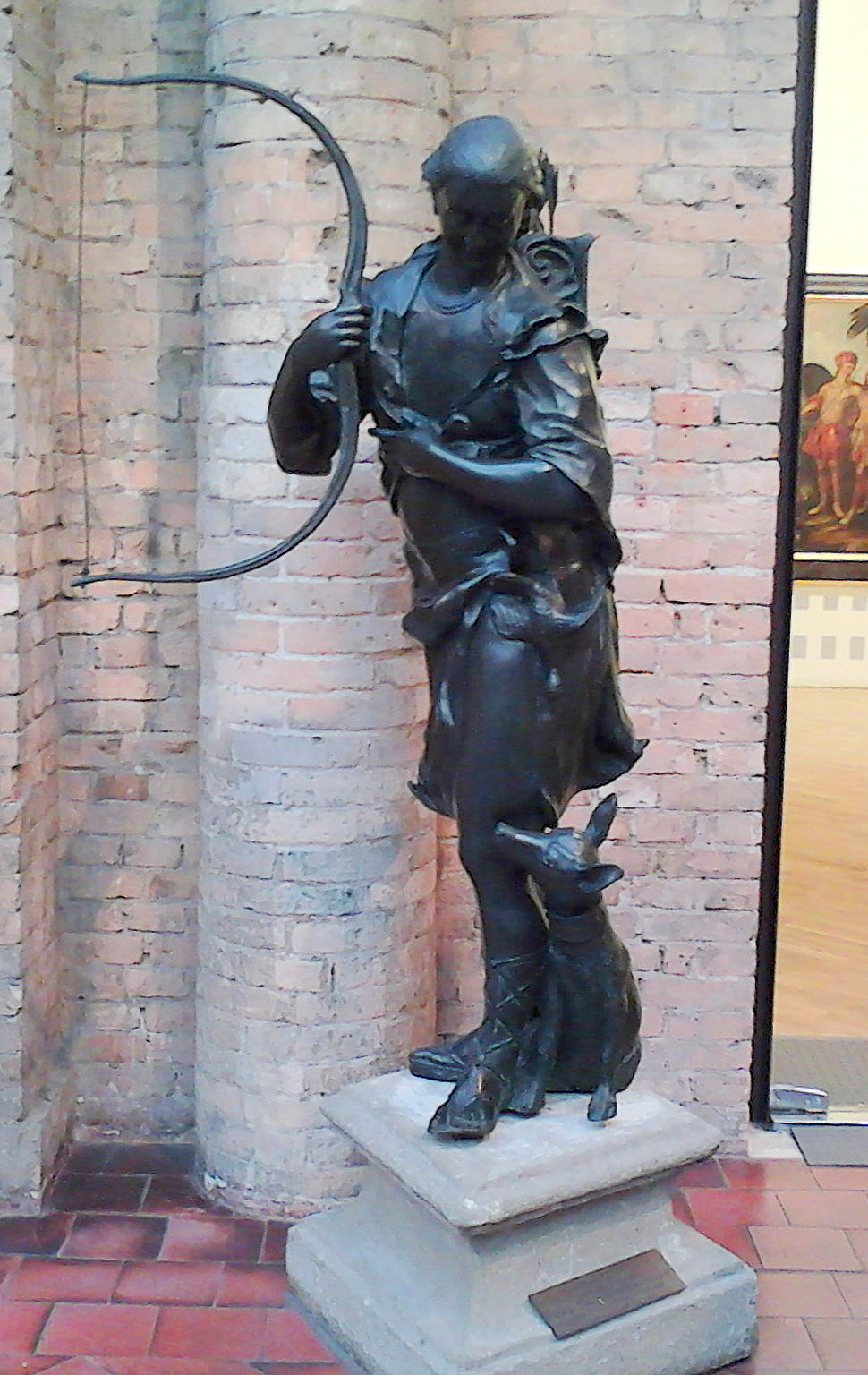
Caçador Narciso.
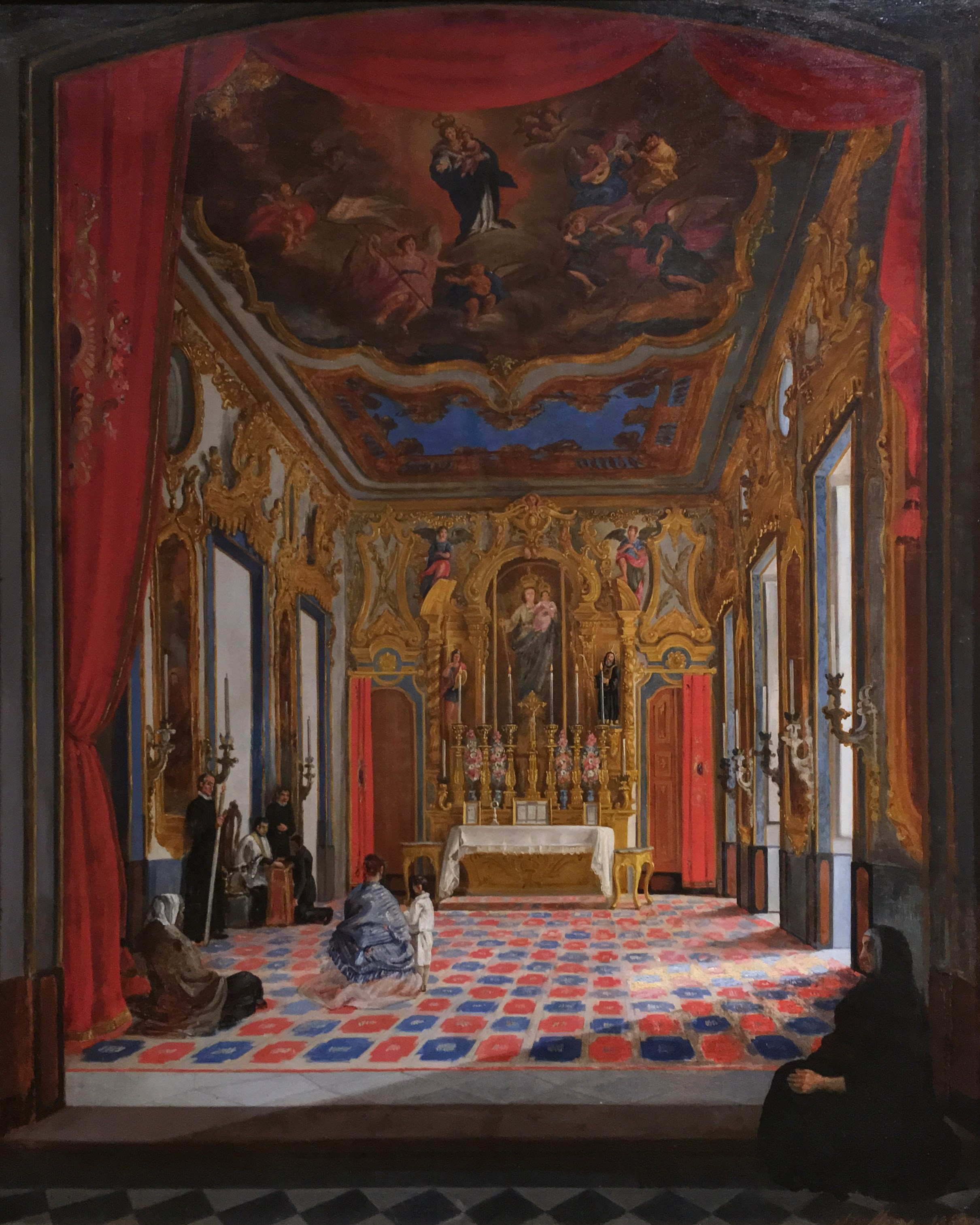
Interior da Capela de Nossa Senhora das Vitórias, na Igreja de São Francisco de Paula, com talhas do Mestre Valentim. Pintura de Luigi Stallone (1892). Coleção do Museu Histórico Nacional.
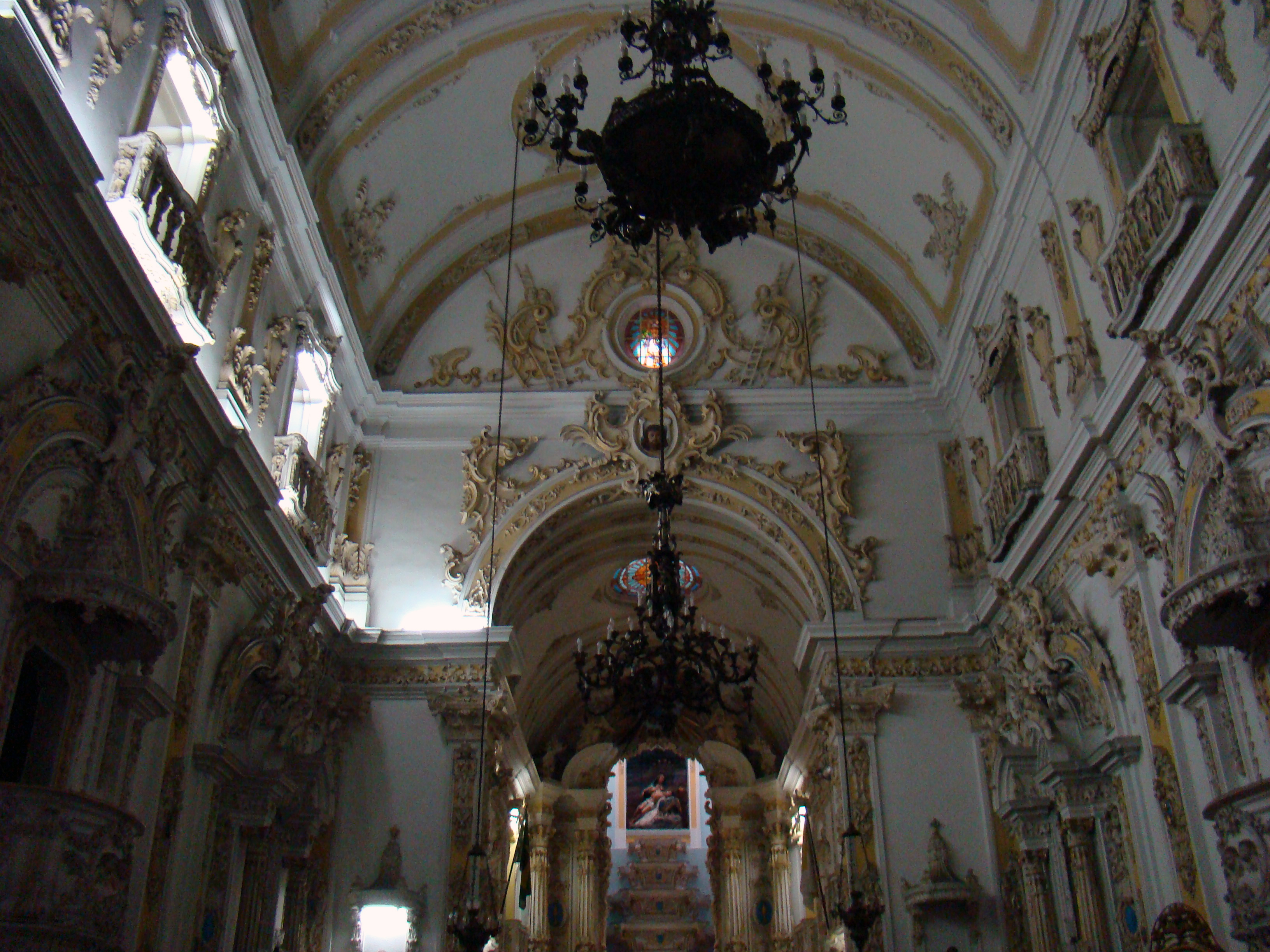
A Igreja de Santa Cruz dos Militares, Rio de Janeiro, com talha rococó feita por Mestre Valentim.
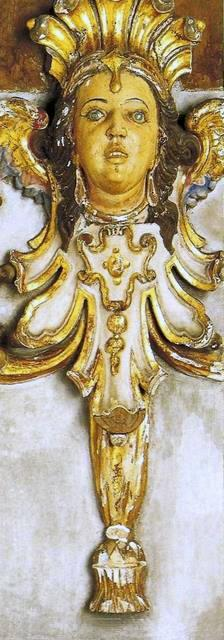
Espanholete - Mestre Valentim, século XVIII. Detalhe de talha, Acervo do Museu Afro Brasil.
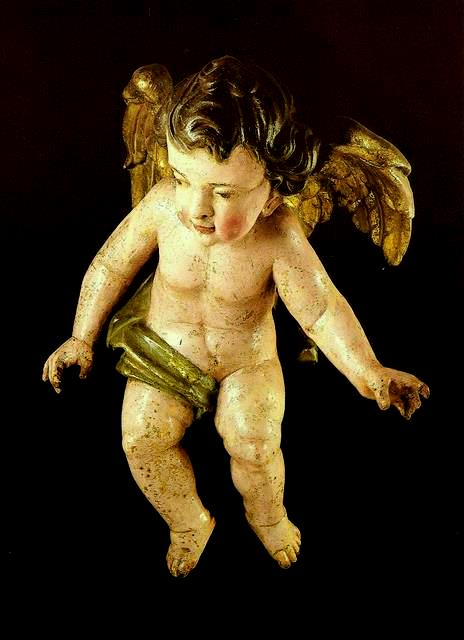
Escultura de Anjo, proveniente da Igreja de São Pedro dos Clérigos, Rio de Janeiro. Acervo do Museu de Arte Sacra de São Paulo.
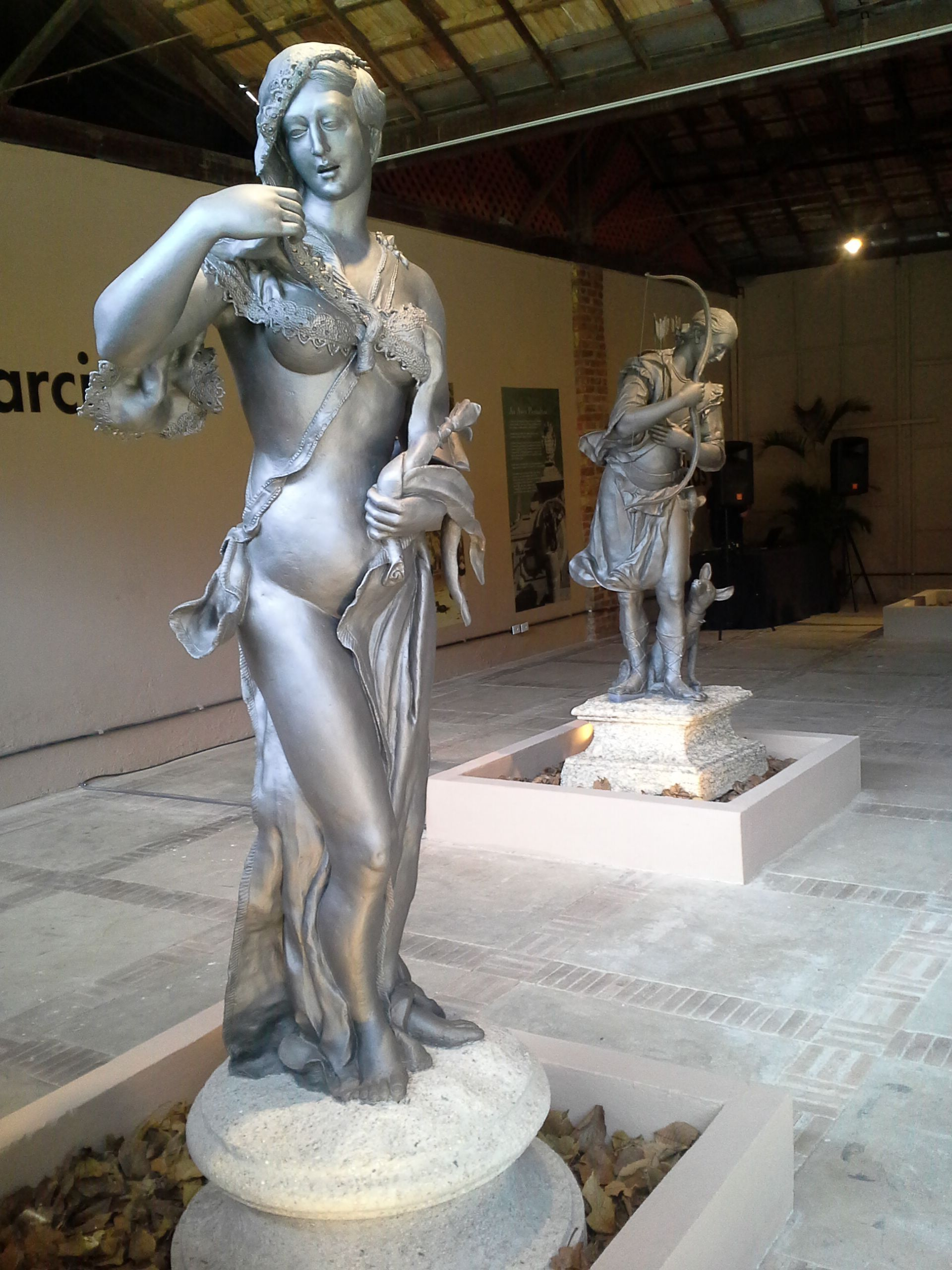
Esculturas fundidas de Eco e Narciso, após restauração foram expostas no Jardim Botânico do Rio de Janeiro.